# 마이둠
마이둠(Mydoom)은 Shimgapi 라고도 불리며, Windows가 설치된 컴퓨터에 영향을 주는 컴퓨터 웜이다. 2004년 1월 26일에 처음 발견되었다. 이 웜은 전자 메일을 통한 전파 속도가 가장 빨라 Sobig worm과 ILOVEYOU가 이전에 기록한 전파 속도를 능가했다. 2019년까지도 이 기록은 깨어지지 않고 있다.
마이둠은 전자 메일 스패머에 의해 배포된 것으로 보이며, 마이둠에 감염된 컴퓨터를 통해 마이둠이 담긴 전자 메일이 보내졌다. 이 웜에는 "앤디; 나는 단지 내 일을 하고있다. 개인적으로는 미안하다"라는 문자 메시지가 포함되어있다. 이 문구 때문에 많은 사람들이 웜의 제작자가 돈을 받았다고 믿었으며, 초기에 몇몇 보안 회사는 이 웜이 러시아의 프로그래머에서 비롯되었다는 주장을 표명했다. 웜의 실제 배포자는 알려져 있지 않다.
초기 적용 범위를 추론하여, 이 웜의 유일한 목적이 SCO Group에 대한 분산 서비스 거부 공격을 지속하는 것이 제기되었다. Mydoom.A에 감염된 호스트의 25%의 많은 트래픽이 www.sco.com으로 겨냥되었다. SCO 그룹의 주장을 들어 무역 언론은 웜이 SCO 그룹의 논란이되는 법적 조치와 Linux에 대한 공개 진술에 대한 보복에 대해 이해관계가 있는 Linux 또는 오픈 소스 서포터(Supporter)에 의해 생성되었다는 것을 의미한다고 밝혔다. 하지만 이 주장은 보안 연구원들에 의해 즉시 폐기되었다. 또한 마찬가지로 온라인 범죄 조직에서 기원된 바이러스를 조사하는 법 집행 기관에 의해 폐기되었다.
초기 분석에 따르면 마이둠은 2003년에 배포된 웜 Mimail의 변종이며, Mimail.R이라는 대체 이름을 가진 동일한 배포자가 두 웜을 배포했다고 알려졌다. 하지만 이후의 분석에 따라 두 웜 사이의 연관 관계는 덜 확실했다.
컴퓨터 보안 회사 McAfee 의 직원이자 웜의 초기 발견자 중 한 명인 Craig Schmugar가 이 웜의 이름을 Mydoom이라 명명한 사람이다. Schmugar는 프로그램 코드의 한 줄 내에서 "mydom"이라는 텍스트를 본 뒤 이 이름을 선택했다. 그는 "이것이 매우 클 것이라는 것은 초기에 분명했다. 나는 그 이름에 '둠(영어로 파멸을 의미한다.)'을 갖는 것이 적절할 것이라고 생각했다."고 밝혔다.
마이둠은 현재까지 가장 파괴적인 컴퓨터 바이러스로, 380억 달러 이상의 피해를 끼쳤다.

## 같이 보기
- 컴퓨터 웜